# 沢田仁三
沢田 仁三（さわだ じんぞう、1913年〈大正2年〉7月7日 - 没年不明）は、日本の政治家。埼玉県北埼玉郡南河原村長。埼玉県町村長会理事。

## 経歴
深谷商業出身。スリッパを製造する。南河原村助役を経て、1971年8月に同村長に就任、1975年8月に退職。

## 人物
住所は埼玉県北埼玉郡南河原村大字南河原（現・行田市）。